# تياغو فرناندس
تياغو فرناندس هو لاعب كرة قدم برازيلي، ولد في 9 مايو 1992.